# 스콜피언 (2007년 영화)
《스콜피언》(영어: Scorpion)은 2007년에 개봉한 프랑스의 영화이다.

## 한국판 성우진(KBS)
- 양석정 - 안젤로(클로비스 코르냐크)
- 은영선 - 비르지니(카롤 로셰)
- 김민석 - 마르퀴스(프란시스 르노)
- 배정미 - 엘로디(캐롤린 프루스트)
- 김규식 - 드보(올리비에르 마샬)
- 한호웅 - 모이즈(토니 음푸자)
- 이근욱 - 바로 반장(피에르 베리오)
- 전인배 - 마티아스(히참 나잘)
- 이광수 - 앨리어스(제롬 르 밴너)

## 같이 보기
- 라이언하트 (1990년 영화)
- 컴 아웃 파이팅